# Serpoleskea sprucei
Serpoleskea es un género monotípico de hepáticas perteneciente a la familia Amblystegiaceae. Comprende 3 especies descritas y de estas, solo una aceptada. Su única especie es: Serpoleskea sprucei.

## Taxonomía
Serpoleskea sprucei fue descrita por (Bruch) Loeske	 y publicado en Verhandlungen des Botanischen Vereins für die Provinz Brandenburg und die Angrenzenden Länder 46: 190. 1904.
Sinonimia
- Apterygium sprucei (Bruch) Kindb.
- Hypnum sprucei (Bruch) Spruce
- Platydictya sprucei (Bruch) Berk.
- Stereodon sprucei (Bruch) Lindb.